# Kabwe Warriors Football Club
El Kabwe Warriors Football Club es un equipo de fútbol de Zambia que juega en la Segunda División de Zambia, la segunda liga de fútbol más importante del país.

## Historia
Fue fundado en el año 1922 en la localidad de Kabwe con el nombre Railway Recreaction Club FC y es uno de los equipos que más apoyo recibe en Zambia a pesar de que no tenga tantos logros.
Posee 5 torneos de liga, 5 torneos de copa y 9 copas domésticas, habiendo participado en 9 torneos internacionales.

## Palmarés
- Primera División de Zambia: 5

1968, 1970, 1971, 1972, 1987
- Copa de Zambia: 5

1967, 1969, 1972, 1984, 1987
- Copa Desafío de Zambia: 8

1970, 1972, 1989, 1991, 2002, 2003, 2005, 2007
- Copa Coca Cola de Zambia: 1

2006

## Participación en competiciones de la CAF
| Temporada | Torneo                            | Ronda            | Club                 | Casa  | Visita | Global      |
| --------- | --------------------------------- | ---------------- | -------------------- | ----- | ------ | ----------- |
| 1972      | Copa Africana de Clubes Campeones | 1                | Majantja FC          | 9-0   | 2-2    | 11-2        |
| 1972      | Copa Africana de Clubes Campeones | 2                | AS Saint Michel      | 2-1   | 3-0    | 5-1         |
| 1972      | Copa Africana de Clubes Campeones | Cuartos de final | Hearts of Oak        | 2-1   | 2-7    | 4-8         |
| 1973      | Copa Africana de Clubes Campeones | 2                | Fortior Mahajanga    | 4-0   | 3-0    | 7-0         |
| 1973      | Copa Africana de Clubes Campeones | Cuartos de final | Asante Kotoko        | 2-1   | 0-2    | 2-3         |
| 1988      | Copa Africana de Clubes Campeones | 1                | Shabana Kisii        | 4-1   | 0-1    | 4-2         |
| 1988      | Copa Africana de Clubes Campeones | 2                | Al-Hilal Omdurmán    | 0-0   | 1-3    | 1-3         |
| 1992      | Recopa Africana                   | 1                | Denver Sundowns      | 3-1   | 3-1    | 6-2         |
| 1992      | Recopa Africana                   | 2                | Al-Ahly              | 1-0   | 0-1    | 1-1 (3-4 p) |
| 1993      | Recopa Africana                   | 1                | Prince Louis FC      | dq1   | 2-1    | 2-1         |
| 1995      | Recopa Africana                   | 1                | Township Rollers FC  | 4-1   | 1-2    | 5-3         |
| 1995      | Recopa Africana                   | 2                | Blackpool Harare     | 1-3   | 0-0    | 1-3         |
| 1996      | Copa CAF                          | 1                | US Stade Tamponnaise | w.o.2 | w.o.2  | w.o.2       |
| 1997      | Copa CAF                          | 1                | Chief Santos         | w.o.3 | w.o.3  | w.o.3       |
| 1997      | Copa CAF                          | 2                | AFC Leopards         | w.o.2 | w.o.2  | w.o.2       |
| 2002      | Copa CAF                          | 1                | BDF XI               | w.o.2 | w.o.2  | w.o.2       |

1- Kabwe Warriors abandonó el partido de vuelta en el minuto 89 del partido de vuelta luego de que al Prince Louis le concedieran un penal, por lo que fueron descalificados del torneo.

2- Kabwe Warriors abandonó el torneo.

3- Chief Santos abandonó el torneo.

## Jugadores

### Jugadores destacados
- Ian Bakala
- Godfrey Chitalu
- Noah Chivuta
- Clive Hachilensa
- Chintu Kampamba
- Francis Kasonde
- Emmanuel Mayuka
- Ignatius Mukota
- Owen Mwendabai
- Justine Mwilima
- Davies Phiri
- January Zyambo